# فلورنس باربارا سيبرت
فلورنس باربارا سيبرت (بالإنجليزية: Florence B. Seibert) (6 أكتوبر 1897م - 23 أغسطس 1991م) كانت عالمة كيمياء حيوية أمريكية. ومن من المعروف أنها عرفت لأنها حددت العامل النشط في التوبركلين كبروتين، وبعد ذلك العزل النقي للتوبركلين، مما أتاح تطويره واستخدامه في اختبار السل.
سيبرت هي أحد الأعضاء في قاعة مشاهير المرأة الوطنية الأمريكية.

## بداية الحياة والتعليم
ولدت سيبرت في 6 أكتوبر عام 1897م، في إيستون، بنسلفانيا، لجورج بيتر سبيرت وبربارا سبيرت، واكتسبت شلل الأطفال في سن الثالثة، واضطرت إلى ارتداء الساق الاصطناعية  وسارت بعرج طوال حياتها..
بينما يقال أنه في سن المراهقة قرأت سبيرت السير الذاتية للكثير من السير الذاتية وهذا ألهم اهتمامها بالعلوم.
قامت سيبرت بعملها الجامعي في كلية غوشر في بالتيمور، ثم تخرجت في بيتا كابا عام 1918م.
عملت هي وأحد علماء الكيمياء جيسي إي مينور في مختبر الكيمياء، في وقت الحرب، في مصنع ورق هامرسلي في غارفيلد بولاية نيوجيرسي.
حصلت الدكتورة سيبرت على درجة الدكتوراة في الكيمياء الحيوية من جامعة ييل عام 1923م، ودرست في ييل الحقن في الوريد ببروتينات الحلب تحت إشراف لافاييت مندل.
ثم طورت طريقة لمنع تلوث هذه البروتينات بالبكتيريا.

## الإنجازات المهنية والجوائز
في عام 1923م عملت سيبرت كزميل ما بعد الدكتوراة في جامعة شيكاغو. وتم تمويلها بواسطة زمالة بورتر من الجمعية الفلسفية الأمريكية، وهي جائزة تنافسية لكل من الرجال والنساء.
ثم ذهبت للعمل بدوام جزئي في مختبر للكساح في جامعة شيكاغو، ودوام جزئي آخر في معهد سبراغ التذكاري في شيكاغو.
في عام 1924 حصلت على جائزة هاورد تايلور ريكتس عن العمل الذي بدأته في جامعة ييل ثم أكملته في شيكاغو. ذكرت سيبرت في ييل اكتشافاً غريباً وهو أن الحقن في الوريد يسبب الحمى للمرضى. وقد حددت الدكتورة سيبرت أن سبب الحمى هو السموم التي تنتجها البكتيريا والتي بإمكانها أن تلوث الماء المقطر عندما يصل رذاذ الماء المغلي من قارورة التقطير إلى القارورة المستقبلة.
كما حددت أيضاً مصيدة جديدة للرذاذ لتمنع وصوله إلى القارورة المستقبلة وبالتالي منع التلوث أثناء عملية التقطير. ثم نشرت كذلك عمليتها الخالية من البكتيريا في المجلة الأمريكية لعلم وظائف الأعضاء، والتي اعتمدت في وقت لاحق من قبل إدارة الغذاء والدواء، والمعاهد الوطنية للصحة، وشركات الأدوية المختلفة.
كما تم الاعتراف بها في عام 1962م مع جائزة جون إليوت التذكارية من الجمعية الأمريكية لبنك الدم وذلك لعملها على البكتيريا.
عملت سيبرت كمدربة في قسم علم الأمراض من عام 1924م - 1928م في جامعة شيكاغو. ثم عملت كأستاذ مساعد في علم الكيمياء الحيوية في عام 1928م.
وفي عام 1927م انتقلت أختها الصغرى إلى شيكاغو لتعيش معها وعملت كمساعدتها الخاصة في العمل والأبحاث.
في هذا الوقت التقت بالأستاذ الدكتور إزموند ر.لونغ والذي كان يعمل على مرض السل. وفي عام 1932م وافقت على الانتقال مع لونغ إلى معهد هنري فيبس بجامعة بنسلفانيا حيث أصبح أستاذاً في علم الأمراض ومدير المختبرات في معهد فيبس بينما عملت الدكتورة سيبرت كمدرس مساعد لعلم الكيمياء الحيوية.
وكان هدفهم المشترك هو تطوير اختبار موثوق لتحديد مرض السل، حيث كانت اختبارات التوبركلين السابقة قد أسفرت عن نتائج كاذبة لمرض السل عام 1890م بسبب الشوائب في المواد.
ومع تمويل لونغ وتحت إشرافه، حددت سيبرت العامل النشط في التوبركلين كبروتين، ثم قضت سيبرت عدة سنوات في تطوير طرق لفصل وتنقية البروتين من البكتيريا، والحصول على مشتق البروتين النقي وتمكين إنشاء اختبار موثوق به للسل.
ظهر أول منشور لها عن تنقية التوبركلين عام 1934م، اعترفت بعض المصادر بتجاحها في عزل بروتين السل في خلال الفترة عام 1937م- 1938م. عندما زارت جامعة أوبسالا في السويد كزميلة غوغنهايم للعمل مع عالم البروتين الحائز على جائزة نوبل ثيودور سفيدبيرغ.
كما طورت طرقاً لتنقية بروتين الوبركلين باستخدام مرشحات من الطين المسامي والقطن المعالج بحمض النيتريك.
في الأربعينيات من القرن العشرين قامت سيبرت بتنقية مشتقات البروتين معياراً دولياً ومحلياً لاختبار السل.
وفي عام 1943م حصلت سيبرت على الجائزة الأولى من الجمعية الأمريكية للجامعات النسائية.
ظلت سيبرت في معهد هنري فيبس في جامعة بنسلفانيا في الفترة بين 1932م - 1959م، وتدرجت في المناصب بين أستاذ مساعد 1932م- 1937م، ثم أستاذ مشارك 1937م-1955م، ثم أستاذاً للكيمياء الحيوية 1955م-1959م، وأستاذ فخري اعتباراً من تقاعدها الرسمي عام 1959م.
ثم انتقلت فلورنس مع أختها مابل إلي سانت بطرسبرغ في فلوريدا لإكمال بحثها عن العلاقة المحتملة بين أنواع البكتيريا والسرطان، والعمل في مستشفى موند بارك.
وواصلت نشر الأوراق العلمية حتى عام 1977م، ولا تزال نظريات العلاقة بين البكتيريا والسرطان مثيرة للجدل.
وفي عام 1968م نشرت سيرتها الذاتية بعنوان حصاة على تل عالم.
حصلت سيبرت على وسام ترودو من الرابطة الوطنية للسل في عام 1938م، ووسام فرانسيس غارفان من الجمعية الكيميائية الأمريكية عام 1942م،  ووضعت علامة تاريخية على شرفها في إيستون في عام 1993م..
توفيت الدكتورة سيبرت في بيت التمريض بالم سبرينغز في سانت بطرسبرغ، بفلوريدا، 23 أغسطس عام 1991م.

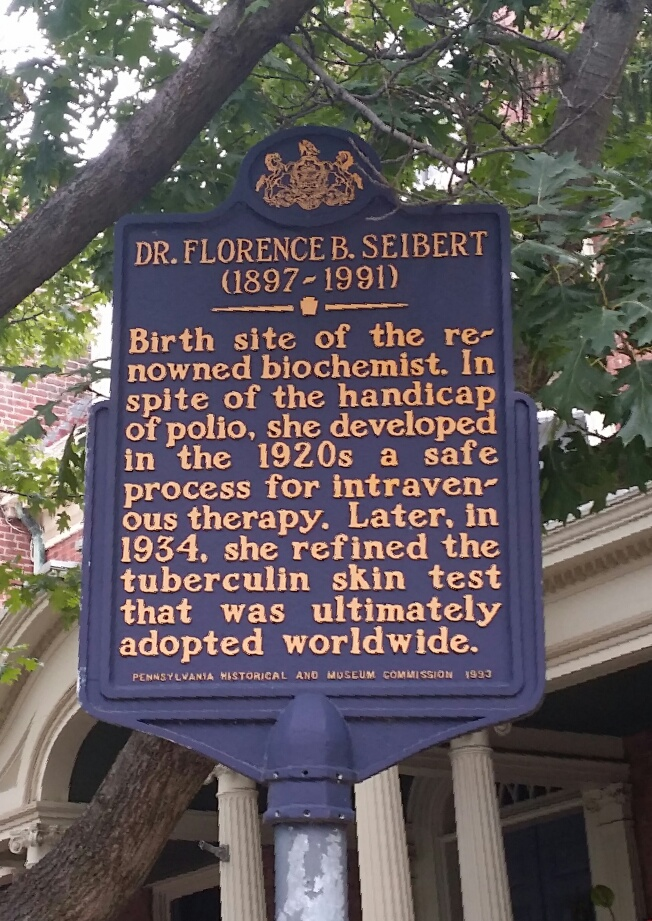
العلامة التاريخية في محل ولادة الدكتورة سيبرت.

في نوفمبر 1993م تم تخصيص علامة تاريخية في مكان ولادتها.
|المراجع = 
|التصنيفات=
}}